# Gletsjerrivier
Een gletsjerrivier is een rivier die volledig wordt gevoed door het smeltwater van gletsjers. Dit in tegenstelling tot gemengde- en regenrivieren. Het water van een gletsjerrivier kan soms wittig van kleur zijn door vermenging met geërodeerde stukjes rots. Dit wordt dan weleens gletsjermelk genoemd.
Omdat een gletsjerrivier alleen wordt gevoed door smeltwater van gletsjers, komen deze rivieren in pure vorm nauwelijks voor. Al snel nadat de gletsjerrivier is ontsprongen zal ook regen- en grondwater in de rivier stromen en is er sprake van een gemengde rivier.
Kenmerkend voor gemengde- en gletsjerrivieren is dat de waterstanden minder sterk wisselen dan bij pure regenrivieren. Tijdens regenperioden is het debiet van de (gemengde) rivier net als bij regenrivieren groot, maar daarentegen wordt tijdens (langere) droge perioden, vaak zomers, de rivier toch nog gevoed door smeltwater van de gletsjers, dat juist dan in grotere hoeveelheden optreedt.
Een verschil met een regenrivier is ook dat er veel gruis wordt meegevoerd, wat deze rivieren verraderlijk maakt om te doorwaden / om doorheen te rijden. De bodem ligt vol gruis/scherpzand, waarin wagenwielen zich makkelijker ingraven. Er is daardoor meer vaardigheid nodig om deze rivieren te doorkruisen.
De Rijn en haar aftakkingen zijn de enige rivieren in Nederland die smeltwater van gletsjers transporteren. In Vlaanderen komen alleen regenrivieren voor.

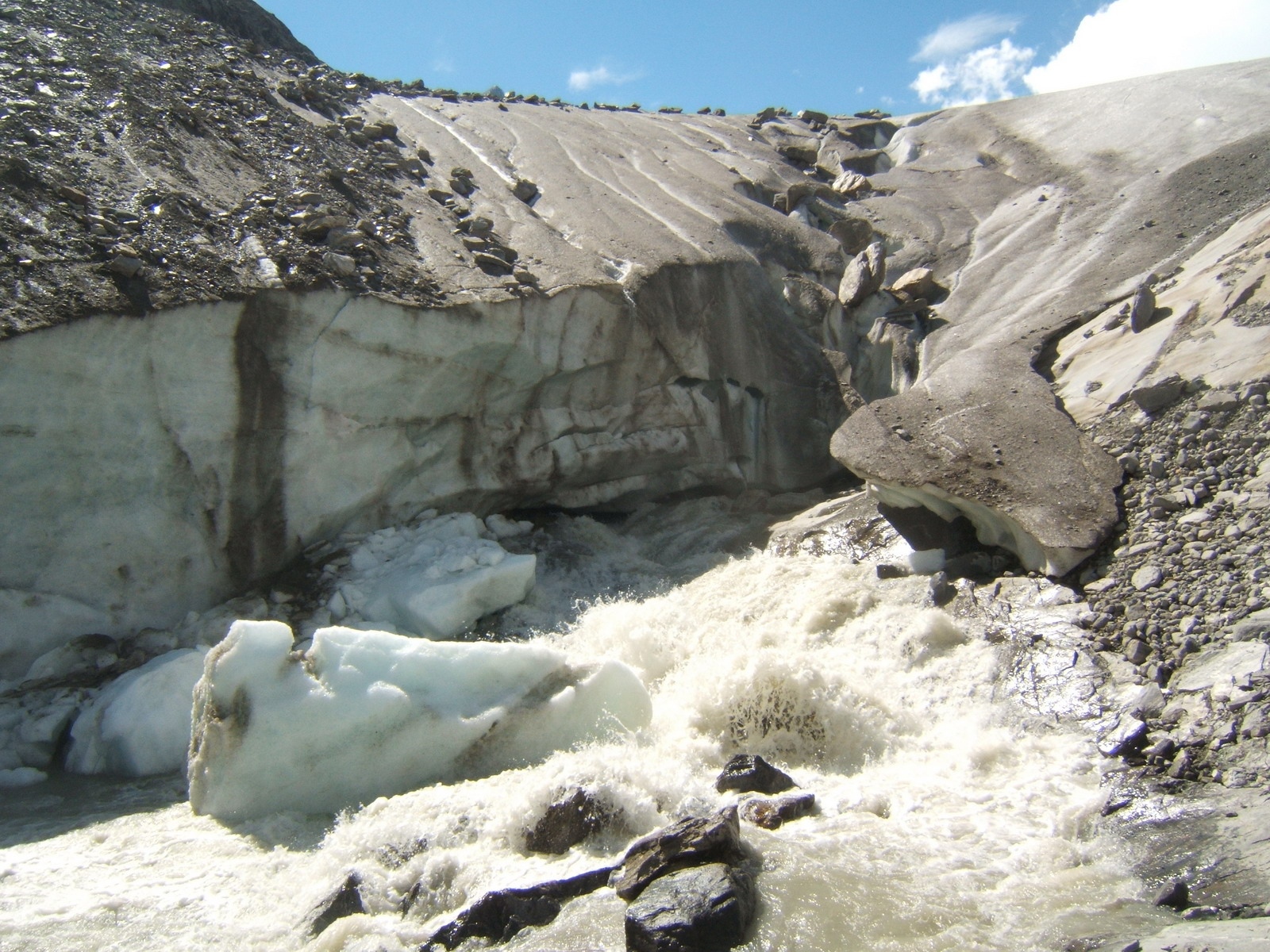
Aan het eind van deze gletsjer begint een rivier
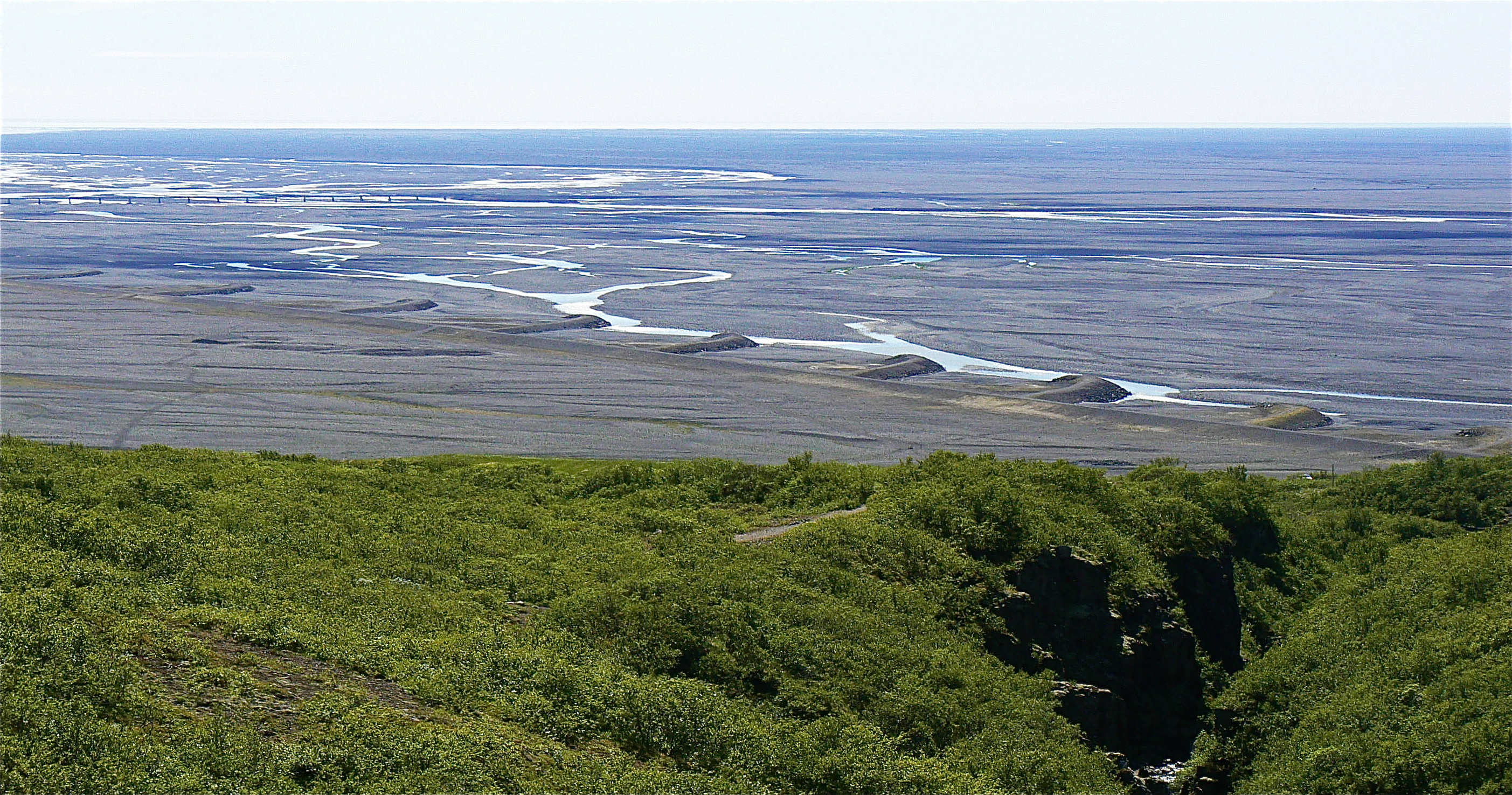
Via een delta komt deze IJslandse gletsjerrivier uit in zee